# Fåglars anatomi

Schematisk beskrivning av en typisk fågels yttre anatomi (topografi): 1. Näbb, 2. Hjässa, 3. Iris, 4. Pupill, 5. Framrygg (mantel), 6. Mindre täckare, 7. Skulderfjädrar, 8. Täckare, 9. Tertialer, 10 Övergump, 11 Handpennor, 12 Undergump, 15 Tars, 16 Fot, 17 Tibia, 18 Buk, 19 Kroppssida, 20 Bröst, 21 Strupe,

Fåglars anatomi och fysiologi uppvisar flera unika anpassningar, främst för att underlätta flygning. Fåglar har lätta skelett och lätt men kraftfull muskulatur som, tillsammans med hjärt-, kärl- och respirationssystemen möjliggör en mycket hög metabolism och syreupptagningsförmåga, vilket gör att fåglar kan flyga. Utvecklingen av en näbb har lett till evolutionära anpassningar vad gäller matsmältningssystemet. Alla dessa anatomiska specialiseringar gör att fåglar, bland ryggradsdjuren, placeras i en egen vetenskaplig klass inom systematiken.

## Respirationssystemet
För att fåglar ska kunna flyga krävs en hög metabolism vilket i sin tur kräver en hög syreupptagningsförmåga. Fåglar ventilerar lungorna genom specifika luftsäckar vilket är distinkta strukturer för fåglar, men kanske även för dinosaurier. 
Dessa luftsäckar fungerar både som bälgar och som lagringsutrymme för luft. Detta tillåter lungorna att förbli statiska och ett konstant flöde av frisk luft kan hela tiden passera dem. Volymen på en typisk fågellunga är endast hälften så stor som hos ett däggdjur av liknande storlek, däremot har luftsäckarna tio gånger så stor volym som lungorna hos en fågel. Vissa luftsäckar har utskott som sträcker sig in i ben vilket bidrar till att fågeln får ett lättare skelett.
Tre distinkta organ är inbegripna i andningen: de främre luftsäckarna, lungorna och de bakre luftsäckarna. De främre och bakre luftsäckarna, oftast nio stycken, expanderar under inandning och luften passerar in genom luftstrupen. Hälften av luften hamnar i de bakre luftsäckarna och den andra hälften passerar lungorna och hamnar i de främre luftsäckarna. Luften från de främre luftsäckarna töms direkt ut i luftstrupen och ut genom näbben eller näshålorna. De bakre luftsäckarna tömmer sin luft ut i lungorna och som sedan töms ut genom luftstrupen och näbben. Inget gasutbyte sker via luftsäckarna. Vissa taxonomiska grupper som tättingarna (Passeriformes) har bara sju luftsäckar. Gråsparvar har endast sex luftsäckar, medan vadare har så många som tolv.

Fågellungorna får frisk syrerik luft både vid in- och utandning.

När luften flödar genom systemet av luftsäckar och lungor så blandas inte syrerik luft och syrefattig luft som innehåller koldioxid, som det görs i lungorna hos däggdjur. Därför är lungornas partialtryck samma som omgivningens vilket medför att fåglar har ett mer effektivt gasutbyte av både syre och koldioxid än däggdjuren. Utöver detta så tillförs syrerik luft till lungorna både vid in- och utandning.
Fågellungor har inte alveoler, som däggdjurslungorna, utan har istället miljoner små passager som kallas parabronker. Dessa är sammankopplade vid varje ända med främre och bakre sekundärbronkerna. Luft flödar genom de porösa väggarna av parabronkerna in i specifika blåsor där det finns blodfyllda kapillärer, där syre och koldioxid byts ut genom diffusion.
Fåglar saknar även diafragma. Istället fungerar hela kroppen som en blåsbälg som förflyttar luften genom lungorna. Hos en vilande fågel är både in- och utandning aktiva processer vilka är beroende av kontraktioner av respirationsmuskulatur. Kontraktioner av inandningsmuskulatur ökar volymen på kroppshålan genom att bröstbenet (Sternum) flyttas framåt och nedåt vilket därmed minskar på trycket i luftsäckarna till en lägre nivå än atmosfäriskt tryck. Resultatet blir att luft andas in. Samma sak fast omvänt gäller för utandning. Kontraktioner i utandningsmuskulatur reducerar volymen på kroppshålan genom att bröstbenet flyttas bakåt och uppåt vilket därmed ökar på trycket i luftsäckarna till en högre nivå än atmosfäriskt tryck. Resultatet blir att luft andas ut. 
Det ljudalstrande organet hos fåglar är syrinx vilken finns placerad längst ned i luftstrupen. Precis som med däggdjurens larynx, skapas lätena genom att luft vibrerar genom organet.

## Hjärt- och kärlsystemet
Fåglar har ett hjärta med fyra skilda rum precis som människan, merparten av däggdjuren och krokodilerna. Denna anpassning tillåter ett effektivt flöde av näringsämnen och syre genom hela kroppen. På så sätt tillförs fågeln den energi som behövs för att flyga och upprätthålla en hög aktivitetsnivå. Hjärtat hos exempelvis rubinkolibrin (Archilochus colubris) slår 1200 gånger i minuten, vilket är ungefär 20 slag i sekunden.

## Matsmältningssystemet

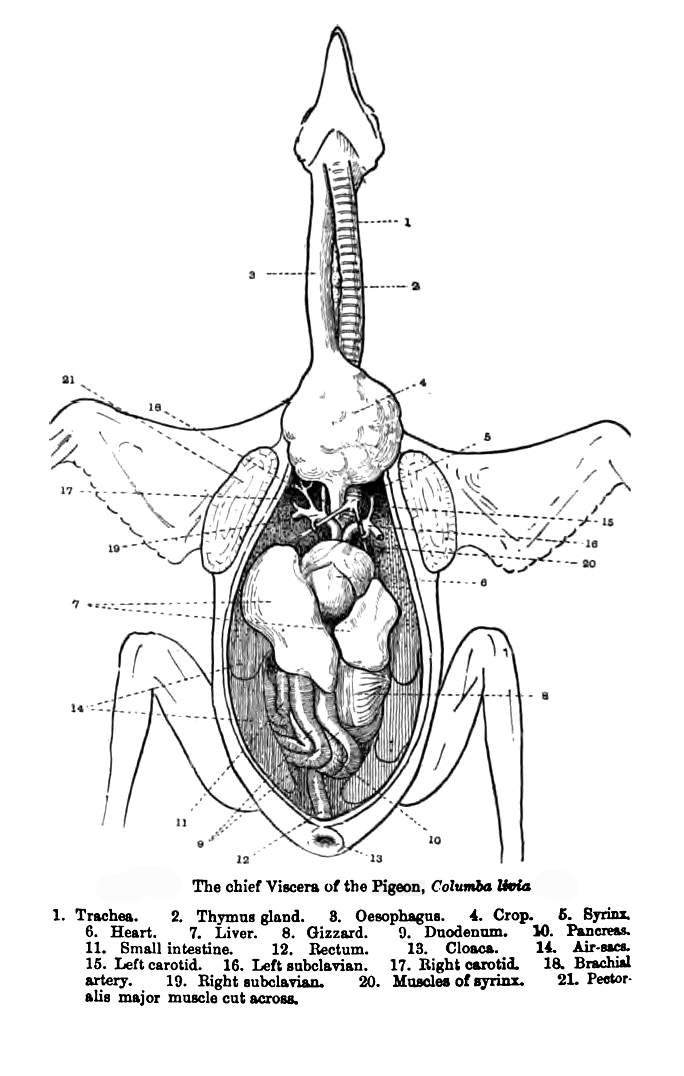
Matsmältningskanalen hos en fågel.

Merparten av fåglarna har en muskelsäck utmed matstrupen som kallas kräva. Krävans funktion är både att mjuka upp födan och reglera flödet av föda till systemet, genom att fungera som ett temporärt lagringsutrymme. Storlek och form på krävan är mycket variabel. Duvfåglarna (Columbiformes) producerar en näringsrik krävmjölk som de stöter upp och föder sina pulli med. Efter krävan förs födan till en körtelmage där den spjälkas, och efter det till en muskelmage där födan "tuggas" eller knådas. Muskelmagen består av fyra muskelband som roterar och knådar födan. 
Vissa arter sväljer grus eller småsten som hamnar i muskelmagen och hjälper där till att mala födan för att underlätta matsmälningen. Dessa stenar, som kallas gastroliter, har samma typ av funktion som tänderna hos reptiler och däggdjur, och bruket av sådana stenar är en likhet mellan fåglar och dinosaurier.

### Intag av vätska
Fåglar dricker generella på fyra olika sätt. De flesta fåglar kan inte svälja genom "sugande" eller "pumpande" peristaltiska muskelrörelser i matstrupen, utan dricker genom att fylla munnen med vätska, och upprepade gånger lyfta upp näbben så att vätskan rinner ned med hjälp av gravitationen.
Undantaget utgörs av fåglarna inom ordningen Columbiformes. Så här skrev Konrad Lorenz 1939: "man känner igen ordningen genom ett distinkt karaktärsdrag, nämligen att när de dricker vatten så pumpas den upp med peristaltiska muskelrörelser i matstrupen vilket förekommer utan undantag inom ordningen. Den enda övriga grupp som uppvisar detta, flyghönsen, placeras nära duvorna just på grund av detta uppenbarligen mycket gamla karaktärsdrag" Trots att denna generella regel fortfarande gäller så har senare observationer gjort gällande att det finns undantag åt båda hållen.
Utöver dessa två metoder så dricker fåglar som är specialiserade på nektar, exempelvis solfåglar, spindeljägare och kolibrier med hjälp av en lång räfflad eller urgröpt tunga, och papegojor har en teknik där de lapar i sig vatten med tungan.
Många havsfåglar kan dricka havsvatten eftersom de har specifika körtlar som kan utsöndra saltöverskottet. Dessa körtlar sitter i närheten av ögonen och den koncentrerade saltlösningen avlägsnas genom näsöppningarna som hos dessa arter ofta utvecklats till rörformiga utskott på ovansidan näbben (se nedan).

## Skelettet

Ett stiliserat skelett av duva. Nyckel:
1. kranium
2. halskotor (vertebrae cervicales)
3. gaffelben (furcula)
4. korpben (coracoid)
5. revben
6. bröstbenskam (carina)
7. knäskål (patella)
8. mellanfotsben (tarsometatarsus)
9. tår
10. skenben (tibia)
11. vadben (fibula)
12. lårben (femur)
13. sittben (ischium)
14. blygdben (pubis)
15. höftben (illium)
16. caudal vertebrae
17. pygostyl
18. synsacrum
19. Skulderblad (scapula)
20. lumbar vertebrae
21. överarmsben (humerus)
22. armbågsben (ulna)
23. strålben (radius)
24. karpalben (carpus)
25. mellanhandsben (metacarpus)
26. fingrar
27. alula

Fåglars skelett är väl anpassat för flygning. Det är extremt lätt, men tillräckligt starkt för att stå emot den fysiska påfrestningen som det innebär att lyfta, flyga och landa. En av de viktigaste anpassningarna är sammanfogningen av olika ben till större benbildningar som kallas ossifikationer, exempelvis de sammanväxta svanskotorna som kallas pygostyl. På grund av detta fenomen har fåglar ofta färre ben än andra landlevande ryggradsdjur. Fåglar saknar även tänder och käkbenen eftersom de har utvecklats till en näbb (se nedan).
Fåglar har ett flertal ben som är ihåliga och som förstärks av fackverksliknande strukturer. Antalet ihåliga ben varierar mellan arter, men stora glidflygande arter tenderar att ha flest. Luftblåsor formar också ofta fickor i ben som bara är partiellt ihåliga. Vissa flygoförmögna arter, som pingviner, saknar helt ihåliga ben, vilket ytterligare styrker kopplingen mellan flygförmåga och anpassningen med ihåliga ben.
Fåglar har fler halskotor än däggdjur och flertalet fåglar har mycket flexibla halsar med 13-25 kotor. Fåglarna är de enda ryggradsdjur som har sammanväxta nyckelben, det så kallade gaffelbenet (också kallat önskebenet), och ett bröstben med bröstbenskam. Kammen på bröstbenet fungerar som en fästpunkt för flygmuskulaturen, eller för simmuskulatur hos pingviner. Flygoförmögna arter, som strutsar, saknar utvecklad bröstmuskulatur och har därför en mycket liten bröstbenskam. Fåglar som simmar mycket har ett brett bröstben medan flygande fåglar har ett bröstben som ofta är lika brett som högt.
På revbenen sitter det hakar, så kallade processus uncinatus, som förstärker bröstkorgen genom att överlappa med det föregående revbenet. Fåglar har även ett förlängt bäckenben likt många reptiler.  Ryggkototrna i bålen är till stor del sammanväxta och sitter även ihop med skuldergördeln. Precis som hos alla reptiler, förutom sköldpaddorna, är fåglarnas kranier diapsida vilket innebär att de har två håligheter vid tinningen. De har även en fördjupning i ögonhålans inre hörn, som kallas pre-lachrymal fossa, vilken också förekommer hos vissa reptiler. Kraniet har för övrigt enbart en bakhuvudsknoge (condyli occipitales).

### Skelettets delar
Kraniet består av fem större ben: frontalbenet (hjässan), parietalbenet (nacken), premaxillar- och näsbenet (övre näbbhalvan), och underkäken (undre näbbhalvan). Kraniet väger vanligtvis ungefär 1 % av fågelns totala vikt.
Ryggraden består av ryggkotor och delas upp i tre sektioner: nackkotor (13-16 st), synsacrum, (vilket är bäckenbenen och de nedre ryggkotorna sammanvuxna till en enhet) och pygostylen (vilket är de sammanväxta svanskotorna).
Bröstet består av gaffelbenet och korpbenen, vars två ben, tillsammans med skulderbladen (se nedan), formar skuldergördeln. Bröstsidan formas av revbenen som möts vid bröstbenet.

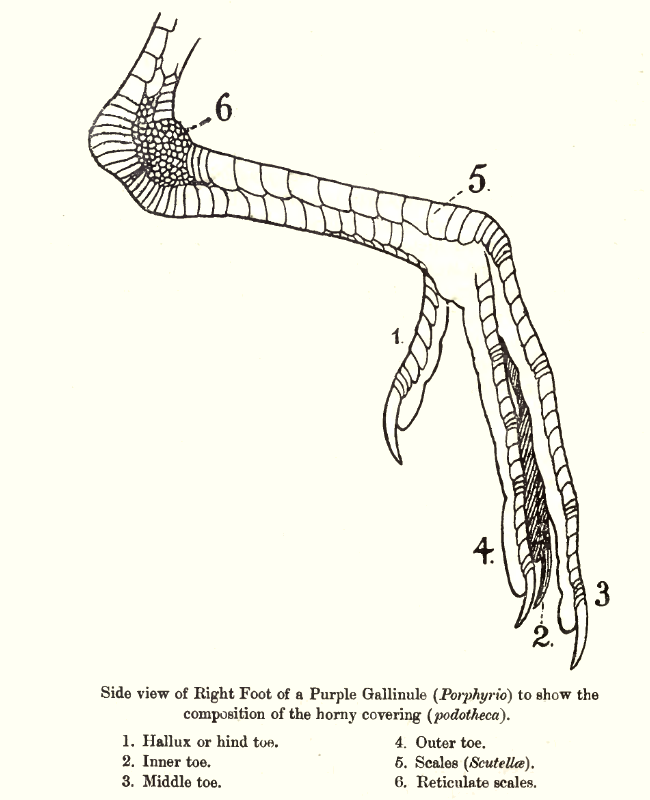
Fjällstrukter på en fågels tars.

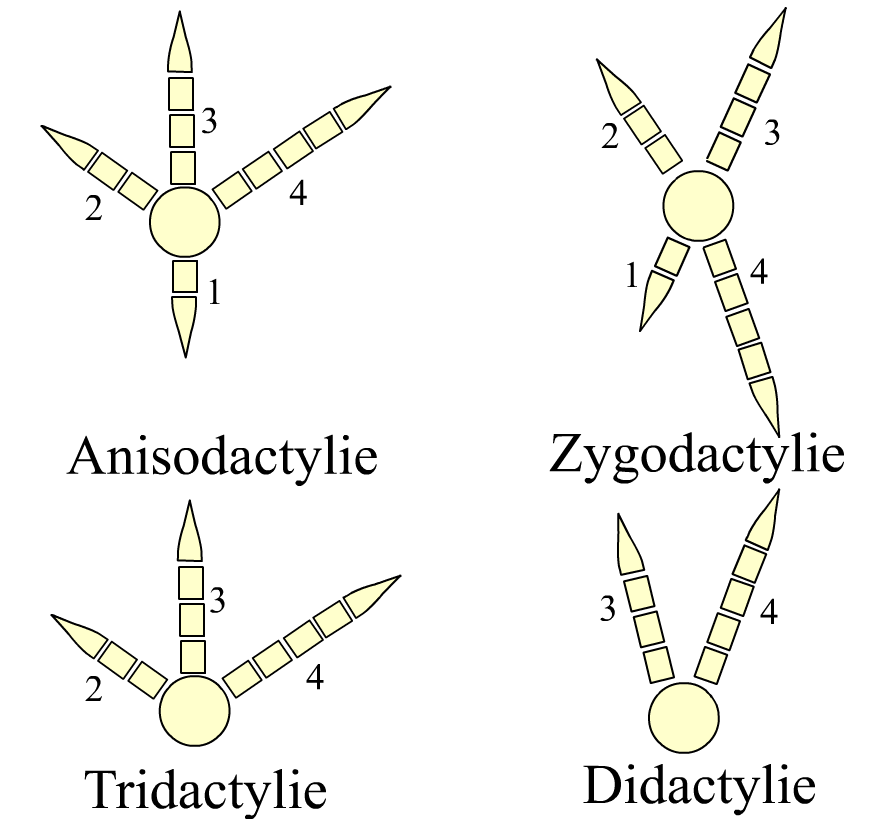
Olika typer av fågelfötter.

Axlarna består av skulderblad, korpben (se bröstet) och överarmsbenet. Armbågen sitter där överarmsbenet förenas med strålbenet och armbågsbenet. Handloven och mellanhanden utgör fågelns "vrist" och "hand", och dess fingrar är sammanvuxna. Vingens ben är extremt lätta för att underlätta för fågeln att flyga.
Höften utgörs av tre större bäckenben: höftbenet, sittbenet och blygdbenet. Dessa är sammanvuxna och bildar tillsammans bäckengördeln. Denna benstruktur är evolutionärt distinkt eftersom den tillåter fåglarna att lägga ägg. De tre benen möts vid höftledsgropen vilket är den ledade fästpunkten för lårbenet, vilket utgör den första delen av de bakre extremiteterna.
Fågelns övre ben består av lårbenet som är sammankopplat genom knäskålen med skenbenet (tibia) och vadbenet. Mellanfotsbenet (tarsometatarsus, ofta förkortat tars) utgör ovansidan av foten och digitum utgör tårna. Skelettet i benen är de tyngsta, vilket ger fågeln en låg tyngdpunkt och är bra ur flygningshänseende. Fågelns skelett utgör ungefär 5 % av dess totala vikt.
Vanligtvis har fåglarna fyra tår på varje fot men det finns de som bara har tre eller till och med bara två. Det vanligaste är anisodactyli, vilket innebär att första tån är bakåtvänd (ibland mycket liten) medan de övriga tre tårna är framåtriktade. De övriga typerna är zygodactyli och heterodactyli (två tår framåt och två bakåt), pamprodaktyli (alla fyra tårna är framåtriktade) eller syndactyli (två av tårna är ihopväxta). Det förekommer också tridactyli då en tå helt har försvunnit, oftast baktån, och av de tre resterande tårna kan två tår peka framåt och en bakåt eller också pekar alla tre framåt. Strutsen har bidaktyli vilket innebär att två tår har försvunnit och alltså har den bara två tår.
Tårna har olika många leder där den första tån enbart har två, den andra tån har tre, den tredje har fyra leder, och den fjärde tån har fem leder.[källa behövs]

## Skelettmuskulatur

Muskelgruppen supracoracoideus fungerar som ett system med trissor för att lyfta vingen medan de kraftfulla bröstmusklerna används för att sänka vingen.

Vanligtvis har fåglar 175 olika muskler som främst kontrollerar vingarna, skinnet och benen. De största musklerna är bröstmusklerna som kontrollerar vingen och utgör 15 - 25 % av de flygande fåglarnas totalvikt. De är dessa muskler som är förutsättningen för fågelns kraftfulla vingslag vilka är oumbärliga för att de ska kunna flyga. Muskelgruppen som är placerade under bröstmusklerna kallas för supracoracoideus och det är de som lyfter vingen mellan vingslagen. Supracoracoideus och bröstmusklerna utgör tillsammans 25–35 % av den flygande fågelns totalvikt.
Skinnmuskulaturen är fästade vid olika fjädergrupper och hjälper fågeln att manövrerar när den flyger genom att kontrollera fjädrarnas riktning.
Det finns bara ett fåtal muskler i bålen och stjärten, men dessa är kraftfulla och mycket viktiga. Muskulaturen som fäster vid pygostylen kontrollerar all rörelse av stjärten och även av stjärtfjädrarna, vilket bland annat kan ge stjärten en större flygyta.

## Skallen

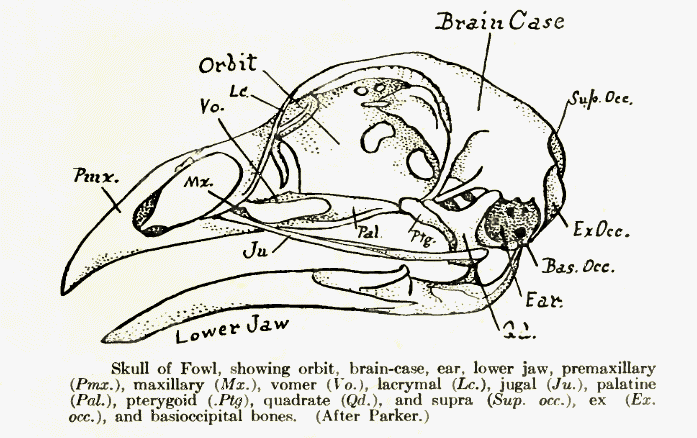
Fågelkranium

### Ögon
Fåglar har en mycket skarp syn tack vare högre täthet av fotoreceptorer på näthinnan, ett stort antal synnerver, en extra uppsättning muskler för ögonen, som inte förekommer hos några andra djur, och i vissa fall, en konkav fovea som förstorar den centrala delen av synfältet. Många arter har även två foveas i varje öga. Precis som reptiler så saknar de blodkärl i näthinnan. Detta skiljer dem från däggdjuren och är ytterligare en orsak till deras skarpa syn. Näthinnan får istället näring och syre genom en specifik struktur som kallas pekten. Ögonhålan utgör en betydande del av kraniet och omges av en förhårdnad ring av små ben. Denna benstruktur förekommer också hos kräldjur. Fåglar fuktar och skyddar sina ögon med blinkhinnan som till skillnad från yttre ögonlock rör sig horisontellt över ögat.

### Näbb och luktsinne
Fåglarnas näbbar varierar mycket i storlek och morfologi från art till art. Näbben består av en överkäke (maxilla) och en underkäke (mandibula). Käken är av ben och är oftast ihålig och porös för att minimera vikten. Näbbens utsida är täckt av en tunn hinna av hornämnet keratin. Mellan de yttre hårda hinnan och benet finns ett lager av blodkärl och nervändar. Näbben har två hål som fungerar som näsborrar och som är sammankopplade med ihåliga utrymmen i näbben och därifrån med lungorna. Dessa näshål sitter ofta vid roten av övre näbbladet. Kivin är ensam fågelart att ha näsborrar på näbbspetsen. Hos vissa fåglar sitter näshålen i en köttig, ofta vaxartad struktur på näbbroten, som kallas vaxhud. Denna hud kan ha en mängd olika färger, förändra färg under olika säsonger eller tillstånd, och är mycket rik på nervändar. De flesta fåglar har dåligt luktsinne, med undantag som kivier, Nya världens gamar och arterna inom ordningen Procellariiformes.. Petreller och albatrosser har yttre rörformiga hornskidor på näbben, vilka skyddar näshålen. På albatrosser sitter de separat på vardera sidan om näbben men hos petrellerna är de sammanväxta till en struktur på ovansidan av övre näbbhalvan..
Hos vissa fågelarter är näbbspetsen hård död vävnad som exempelvis används för att hacka upp nötter eller döda byten. Hos andra fåglar, exempelvis andfåglar, är näbbspetsen mycket känslig och full av nervändar, för att finna föda med hjälp av känsel. Många vadare har på näbben en ansamling med nervändar, den så kallade Herbst corpuscle, vilket är en struktur som hjälper fågeln att upptäcka sitt byte i våt sand genom att den känner av den allra minsta tryckförändring. Alla idag förekommande fågelarter kan flytta överkäken i förhållande till skallbenet. Detta är mer framträdande hos vissa arter och speciellt hos papegojor. Näbben slits ned och fortsätter att växa under hela fågelns livstid.
Ungar hos många arter har en liten utväxt på näbben som kallas äggtand som används för att inifrån öppna äggskalet vid kläckningen.

### Öron
Fåglar har god hörsel men saknar ytteröron. Hörselgångens öppning täcks av fjädrar och syns därför inte. Hos vissa arter, såsom ugglor i släktena Asio, Bubo och Otus, bildar fjädrarna tofsar som ser ut som öron. Innerörat har en hörselsnäcka, men den är inte spiralformad som hos däggdjuren.

### Hjärna
Fåglarnas hjärna och nervsystem är stora i förhållande till den totala kroppsvikt. Den mest utvecklade delen av hjärnan är den som styr de funktioner som har anknytning till flygning, medan lillhjärnan koordinerar rörelse och storhjärnan styr beteendemönster, navigation, parning och bobygge.

## Reproduktionsanatomi
Se även häckning

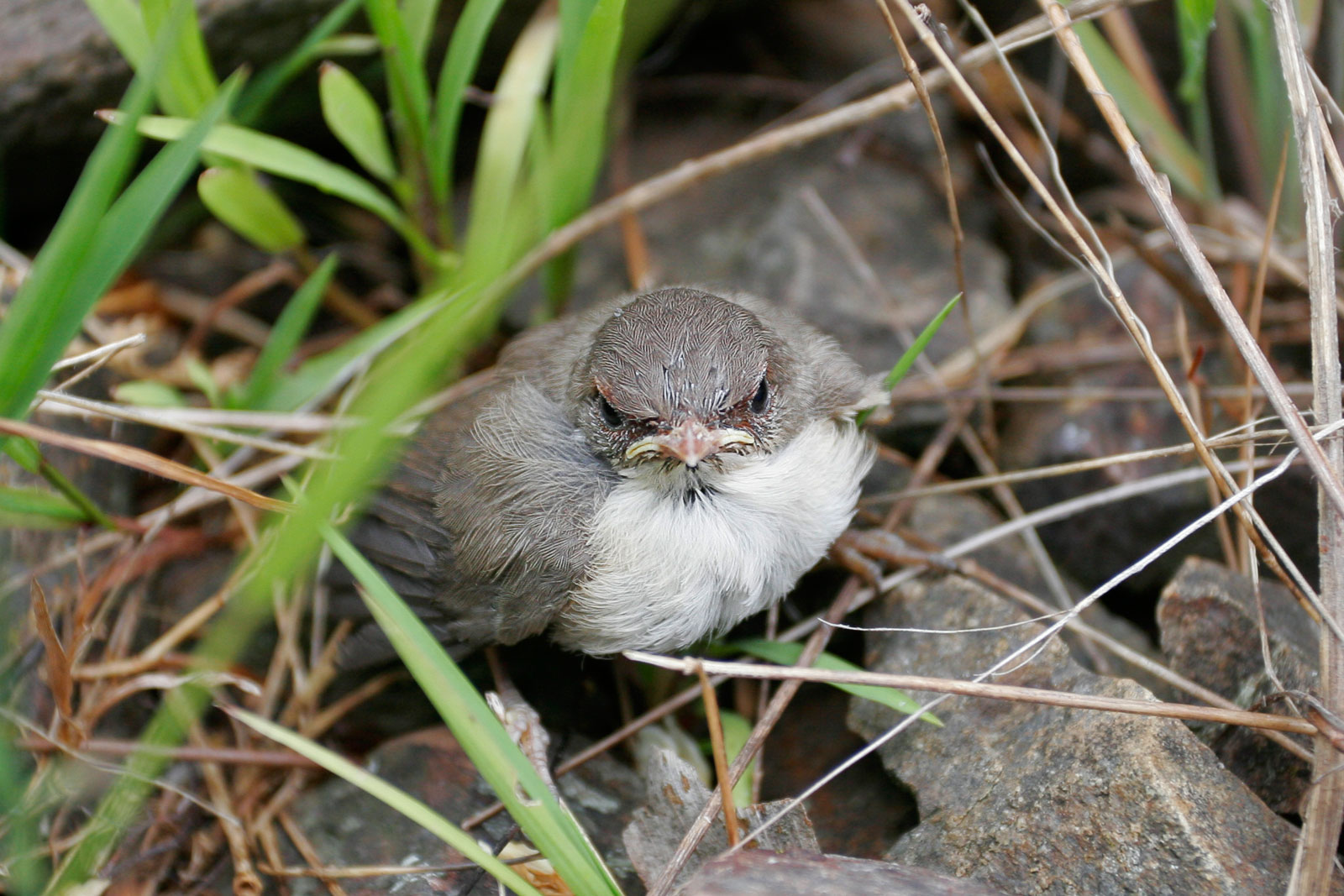
Nyligen flygga pulli.

Fåglar har två kön: hane och hona. Fåglars kön bestäms av Z- och W-könskromosomer, istället för X- och Y-kromosomer som hos däggdjur. Hanarna bär två Z-kromosomer (ZZ), och honorna bär en W-kromosom och en Z-kromosom (WZ). Hos nästan alla arter bestäms en individs kön vid befruktningen. Dock har en studie av buskhöna (Alectura lathami) visat på temperaturberoende könsbestämning hos denna art, där högre temperaturer under ruvningen medför en högre andel honor än hanar.
Hos fåglar, av båda könen, mynnar tarm, urinvägar och könsgångar i en gemensam yttre öppning som kallas för kloak. Även om de flesta hanfåglar inte har yttre könsorgan, har de två testiklar som blir flera hundra gånger större under häckningssäsongen för att producera spermier. Testiklarna är i allmänhet asymmetriska och hos de flesta fåglar är den vänstra testikeln större. Honans äggstockar blir också större under häckningssäsongen men det är vanligtvis bara den vänstra äggstocken som fungerar. Om den vänstra äggstocken skadas genom infektion eller något annat problem, så tar ofta den högra äggstocken över funktionen.
Hos hanar bland arter som saknar penis (se nedan), så samlas spermierna i en uppsvälld struktur i kloaken innan parningen. Under kopuleringen flyttar honan stjärten åt sidan och hanen bestiger honan bakifrån, framifrån eller rör sig tätt intill honan. Kloakerna möts sedan så att spermierna kan tränga in honans fortplantningsorgan. Parningen sker oftast på en gren eller på marken. De flesta andfåglar parar sig dock i vattnet och seglare parar sig i luften. Parningen kan ske mycket snabbt, ibland tar det under en halv sekund. Spermierna finns sedan sparade i honan i en vecka till ett år, beroende på art, och äggen blir sedan befruktade individuellt när de lämnar äggstockarna, innan de läggs av honan. Äggen fortsätter sedan sin utveckling utanför honans kropp.

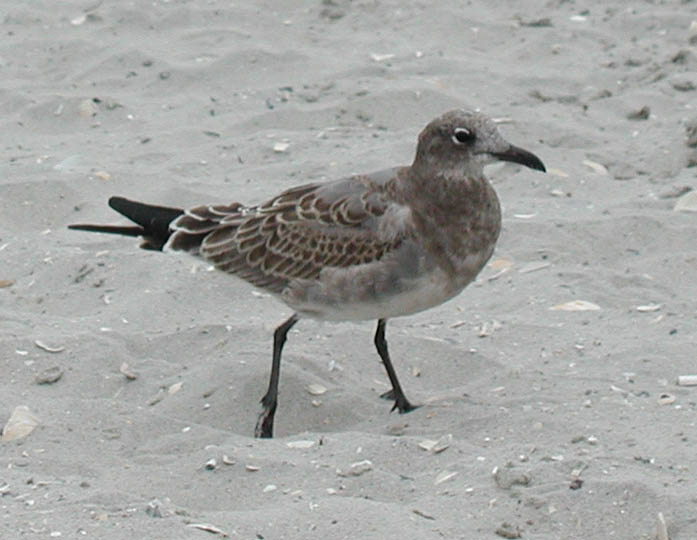
En juvenil skrattmås.

Många sjöfåglar och några andra arter, som struts och kalkon, har penis som, när de inte kopulerar, döljs inne i kloaken. Som enda representanter för tättingarna finns släktet buffelvävare (Bubalornis) i Afrika där inte bara hanen utan även honan har en penis.

## Fjällstrukturer
Fåglarnas fjällstrukturer består av samma keratin som i näbben, klorna och sporrarna. Dessa fjäll finns främst på tårna och tarsen, men kan återfinnas högre upp på ankeln hos vissa fåglar. De flesta fjällstrukturena överlappar inte varandra i någon större utsträckning, förutom hos kungsfiskare och hackspettar. Fjällstrukturena hos fåglar tros vara homologa med de som finns hos reptiler och däggdjur.
Fågelembryor utvecklas med mjukt skinn. Fötternas hornlager (stratum corneum), det vill säga det yttersta av överhudens skikt som består av många tunna lager av döda förhornade celler, kan keratiniseras, förtjockas och utvecklas till fjäll.